# Urosigalphus rufus
Urosigalphus rufus är en stekelart som beskrevs av Gibson 1972. Urosigalphus rufus ingår i släktet Urosigalphus och familjen bracksteklar. Inga underarter finns listade i Catalogue of Life.